# Pronoia (psihologie)
Pronoia este un neologism definit ca opusul stării de paranoia: a avea senzația că există o conspirație care există pentru a ajuta persoana. De asemenea, este utilizat pentru a descrie filosofia că lumea este configurată în așa fel încât, în secret, să ajute oamenii.
În 1993, scriitorul și co-fondatorul Electronic Frontier Foundation, John Perry Barlow a definit pronoia ca "suspiciunea că Universul este o conspirație în favoarea ta".

## Utilizare
Conceptul pare să fi apărut pentru prima oară în 1982, când revista științifică Probleme Sociale a publicat un articol intitulat "Pronoia" de Dr. Fred H. Goldner de la Colegiul Queens care descria un fenomen opus de paranoia și oferea numeroase exemple specifice de persoane care au manifestat astfel de caracteristici.
Acesta a primit o bună cantitate de publicitate la momentul respectiv, inclusiv referințe în Psychology today, New York Daily News, Wall Street Journal, etc.
Ulterior, a prins popularitate în Anglia și a început să se scrie despre concept așa cum este descris mai jos. Revista Wired a publicat un articol în numărul 2.05 (Mai 1994), intitulat "Zippie!" Coperta revistei prezenta o imagine psihedelică a unui tânăr zâmbitor cu părul sălbatic, purtând pălărie și ochelari amuzanți. Scris de Jules Marshall, articolul anunța un răspuns cultural organizat la adresa Thatcherism-ului din Marea Britanie. Primele paragrafe ale articolului descriu "un nou și contagios virus cultural", și se referă la pronoia ca "sentimentul învăluitor că ceilalți conspiră "în spatele tău" să te ajute".
Articolul anunță o invazie culturală și muzicală din Statele Unite ale americii care să rivalizeze cu Invazia Britanică din 1964-1966, și care să culmineze cu festivalul "Renașterea Woodstock" ce avea să aibă loc la Marele Canion, în August 1994. Purtătorul de cuvânt al celor care se identificau a fi Zippies, Fraser Clark, a poreclit această mișcare "Turneul Zippy Pronoia".
Un articol New York Times publicat pe 7 august 1994, intitulat "Pentru Pace și Iubire, Încearcă Petrecerile Rave Până în Zori", descriau, de asemenea, pe cei care se identificau ca aparținând mișcării Zippie și eforturile lor și conținea două referințe la pronoia.